# Stallwang
Stallwang település Németországban, azon belül Bajorországban. Lakosainak száma 1462 fő (2023. december 31.).

## Népesség
A település népessége az elmúlt években az alábbi módon változott:
| Lakosok száma | 478  | 794  | 1384 | 1326 | 1396 | 1398 | 1430 | 1405 | 1431 | 1462 |
|               | 1875 | 1950 | 1970 | 1987 | 2012 | 2013 | 2015 | 2017 | 2021 | 2023 |